# Un anatroccolo spensierato
Un anatroccolo spensierato (Happy Go Ducky) è un film del 1958 diretto da William Hanna e Joseph Barbera. È il centodecimo cortometraggio della serie Tom & Jerry, distribuito il 3 gennaio del 1958 dalla Metro-Goldwyn-Mayer.

## Trama
È la mattina di Pasqua. Tom e Jerry escono fuori di casa per vedere cosa gli ha portato il coniglietto pasquale, trovando una cesta con dentro un uovo. Dopo aver litigato per il possesso dell'uovo, esso si rompe e ne esce fuori Quacker, che augura buona Pasqua a Tom e Jerry. Dopodiché l'anatroccolo si mette a nuotare in tutti i posti possibili, persino nella ciotola del latte di Tom; quest'ultimo e Jerry cercano di tenerlo a bada in ogni modo, ma invano. Alla fine Tom e Jerry portano Quacker al parco dove lo fanno nuotare nello stagno; qui l'anatroccolo conosce dei nuovi amici e decide di rimanere con loro. Tom e Jerry tornano quindi a casa a riposarsi, ma all'improvviso la stanza viene allagata da Quacker, che è tornato insieme ai suoi amici. Quest'ultimo e gli altri anatroccoli si avvicinano a Tom e Jerry e gli dicono tutti insieme "Buona Pasqua!". Nonostante la stanza sia allagata, Tom e Jerry guardano felici Quacker e i suoi amici nuotare.